# Tirreno-Adriatico 2024
La 59e édition de Tirreno-Adriatico a lieu du 4 au 10 mars 2024 en Italie. La course est tracée sur sept étapes entre Lido di Camaiore et San Benedetto del Tronto. Elle fait partie de l'UCI World Tour 2024, le calendrier le plus important du cyclisme sur route. 

## Présentation

### Parcours
La course débute au bord de la mer Tyrrhénienne à Lido di Camaiore par un contre-la-montre et se termine à San Benedetto del Tronto, le long de la Mer Adriatique, sur un parcours total de 1 115 kilomètres. La 6e étape se terminant à Cagli au sommet du Monte Petrano (montée de 10,1 km avec une pente moyenne de 8 %) peut être considérée comme l'étape reine de l'édition 2024.

### Équipes
25 équipes disputent Tirreno-Adriatico : les dix-huit UCI WorldTeams et 7 UCI ProTeams.
| WorldTeams (18)- Alpecin-Deceuninck - Arkéa-B&B Hotels - Astana Qazaqstan Team - Bahrain Victorious - Bora-Hansgrohe - Cofidis - Decathlon-AG2R La Mondiale - EF Education-EasyPost - Groupama-FDJ - Ineos Grenadiers - Intermarché-Wanty - Lidl-Trek - Movistar Team - Soudal Quick-Step - Team dsm-firmenich PostNL - Team Jayco AlUla - Team Visma \| Lease a Bike - UAE Team Emirates ProTeams (7)- Israel-Premier Tech - Q36.5 Pro Cycling Team - Corratec-Vini Fantini - Polti Kometa - Tudor Pro Cycling Team - Uno-X Mobility - VF Group-Bardiani CSF-Faizané |
| |

### Favoris
Le grand favori pour la victoire finale est le Danois Jonas Vingegaard (Visma Lease a Bike), récent et facile vainqueur du Gran Camiño. Derrière le Danois, le tandem de l'équipe UAE Emirates constitué par l'Espagnol Juan Ayuso et le Mexicain Isaac Del Toro semble le plus à même de rivaliser avec Vingegaard. Parmi les autres favoris ou outsiders, on peut citer l'Espagnol Enric Mas (Movistar), l'Australien Ben O'Connor (Décathlon AG2R), l'Équatorien Richard Carapaz (EF Education), les équipiers du team Bora-Hansgrohe Jai Hindley et Daniel Martínez, le Britannique Tom Pidcock (Ineos Grenadiers), son compatriote Tao Geoghegan Hart (Lidl-Trek), le jeune Français Romain Grégoire (Groupama FDJ) ainsi que le jeune Belge Cian Uijtdebroeks, présent au départ comme lieutenant de Vingegaard.

## Étapes
| Étape     | Date    | Villes étapes                                       | type                        | Distance (km) | Dénivelé (m) | Vainqueur d'étape | Leader du classement général |
| --------- | ------- | --------------------------------------------------- | --------------------------- | ------------- | ------------ | ----------------- | ---------------------------- |
| 1re étape | 4 mars  | Lido di Camaiore – Lido di Camaiore                 | contre-la-montre individuel | 10            | 5 m          | Juan Ayuso        | Juan Ayuso                   |
| 2e étape  | 5 mars  | Camaiore – Follonica                                | étape vallonnée             | 198           | 1 401 m      | Jasper Philipsen  | Juan Ayuso                   |
| 3e étape  | 6 mars  | Volterra – Gualdo Tadino                            | étape de moyenne montagne   | 225           | 2 616 m      | Phil Bauhaus      | Juan Ayuso                   |
| 4e étape  | 7 mars  | Arrone – Giulianova                                 | étape de moyenne montagne   | 207           | 2 923 m      | Jonathan Milan    | Jonathan Milan               |
| 5e étape  | 8 mars  | Torricella Sicura – Valle Castellana                | étape de montagne           | 144           | 3 015 m      | Jonas Vingegaard  | Jonas Vingegaard             |
| 6e étape  | 9 mars  | Sassoferrato – Cagli                                | étape de montagne           | 180           | 3 544 m      | Jonas Vingegaard  | Jonas Vingegaard             |
| 7e étape  | 10 mars | San Benedetto del Tronto – San Benedetto del Tronto | étape vallonnée             | 154           | 1 508 m      | Jonathan Milan    | Jonas Vingegaard             |

## Déroulement de la course

### 1reétape
| \| Classement de l'étape \| Classement de l'étape \| Classement de l'étape \| Classement de l'étape \| Classement de l'étape \| \| Coureur \| Coureur \| Pays \| Équipe \| Temps \| \| --------------------- \| --------------------- \| --------------------- \| -------------------------- \| --------------------- \| \| 1er \| Juan Ayuso \| Espagne \| UAE Team Emirates \| 11 min 24 s \| \| 2e \| Filippo Ganna \| Italie \| Ineos Grenadiers \| + 1 s \| \| 3e \| Jonathan Milan \| Italie \| Lidl-Trek \| + 12 s \| \| 4e \| Ethan Vernon \| Royaume-Uni \| Israel-Premier Tech \| + 13 s \| \| 5e \| Josef Černý \| Tchéquie \| Soudal Quick-Step \| + 14 s \| \| 6e \| Søren Wærenskjold \| Norvège \| Uno-X Mobility \| + 15 s \| \| 7e \| Antonio Tiberi \| Italie \| Bahrain Victorious \| + 17 s \| \| 8e \| Kévin Vauquelin \| France \| Arkéa-B&B Hotels \| + 18 s \| \| 9e \| Jonas Vingegaard \| Danemark \| Team Visma \\| Lease a Bike \| + 22 s \| \| 10e \| Romain Grégoire \| France \| Groupama-FDJ \| + 22 s \| |                   |             |                            |             |
| |                   |             |                            |             |
| Source : ProCyclingStats |                   |             |                            |             |
| Classement de l'étape |                   |             |                            |             |
| Coureur | Coureur           | Pays        | Équipe                     | Temps       |
| 1er | Juan Ayuso        | Espagne     | UAE Team Emirates          | 11 min 24 s |
| 2e | Filippo Ganna     | Italie      | Ineos Grenadiers           | + 1 s       |
| 3e | Jonathan Milan    | Italie      | Lidl-Trek                  | + 12 s      |
| 4e | Ethan Vernon      | Royaume-Uni | Israel-Premier Tech        | + 13 s      |
| 5e | Josef Černý       | Tchéquie    | Soudal Quick-Step          | + 14 s      |
| 6e | Søren Wærenskjold | Norvège     | Uno-X Mobility             | + 15 s      |
| 7e | Antonio Tiberi    | Italie      | Bahrain Victorious         | + 17 s      |
| 8e | Kévin Vauquelin   | France      | Arkéa-B&B Hotels           | + 18 s      |
| 9e | Jonas Vingegaard  | Danemark    | Team Visma \| Lease a Bike | + 22 s      |
| 10e | Romain Grégoire   | France      | Groupama-FDJ               | + 22 s      |

| \| Classement général \| Classement général \| Classement général \| Classement général \| Classement général \| \| Coureur \| Coureur \| Pays \| Équipe \| Temps \| \| ------------------ \| ------------------ \| ------------------ \| -------------------------- \| ------------------ \| \| 1er \| Juan Ayuso \| Espagne \| UAE Team Emirates \| 11 min 24 s \| \| 2e \| Filippo Ganna \| Italie \| Ineos Grenadiers \| + 1 s \| \| 3e \| Jonathan Milan \| Italie \| Lidl-Trek \| + 12 s \| \| 4e \| Ethan Vernon \| Royaume-Uni \| Israel-Premier Tech \| + 13 s \| \| 5e \| Josef Černý \| Tchéquie \| Soudal Quick-Step \| + 14 s \| \| 6e \| Søren Wærenskjold \| Norvège \| Uno-X Mobility \| + 15 s \| \| 7e \| Antonio Tiberi \| Italie \| Bahrain Victorious \| + 17 s \| \| 8e \| Kévin Vauquelin \| France \| Arkéa-B&B Hotels \| + 18 s \| \| 9e \| Jonas Vingegaard \| Danemark \| Team Visma \\| Lease a Bike \| + 22 s \| \| 10e \| Romain Grégoire \| France \| Groupama-FDJ \| + 22 s \| |                   |             |                            |             |
| |                   |             |                            |             |
| Source : ProCyclingStats |                   |             |                            |             |
| Classement général |                   |             |                            |             |
| Coureur | Coureur           | Pays        | Équipe                     | Temps       |
| 1er | Juan Ayuso        | Espagne     | UAE Team Emirates          | 11 min 24 s |
| 2e | Filippo Ganna     | Italie      | Ineos Grenadiers           | + 1 s       |
| 3e | Jonathan Milan    | Italie      | Lidl-Trek                  | + 12 s      |
| 4e | Ethan Vernon      | Royaume-Uni | Israel-Premier Tech        | + 13 s      |
| 5e | Josef Černý       | Tchéquie    | Soudal Quick-Step          | + 14 s      |
| 6e | Søren Wærenskjold | Norvège     | Uno-X Mobility             | + 15 s      |
| 7e | Antonio Tiberi    | Italie      | Bahrain Victorious         | + 17 s      |
| 8e | Kévin Vauquelin   | France      | Arkéa-B&B Hotels           | + 18 s      |
| 9e | Jonas Vingegaard  | Danemark    | Team Visma \| Lease a Bike | + 22 s      |
| 10e | Romain Grégoire   | France      | Groupama-FDJ               | + 22 s      |

### 2eétape
Sprint massif remporté par le Belge Jasper Philipsen qui s'impose avec plus d'une longueur d'avance sur son compatriote Tim Merlier.
| \| Classement de l'étape \| Classement de l'étape \| Classement de l'étape \| Classement de l'étape \| Classement de l'étape \| \| Coureur \| Coureur \| Pays \| Équipe \| Temps \| \| --------------------- \| --------------------- \| --------------------- \| ------------------------- \| --------------------- \| \| 1er \| Jasper Philipsen \| Belgique \| Alpecin-Deceuninck \| 4 h 32 min 07 s \| \| 2e \| Tim Merlier \| Belgique \| Soudal Quick-Step \| + 0 s \| \| 3e \| Axel Zingle \| France \| Cofidis \| + 0 s \| \| 4e \| Amaury Capiot \| Belgique \| Arkéa-B&B Hotels \| + 0 s \| \| 5e \| Casper van Uden \| Pays-Bas \| Team dsm-firmenich PostNL \| + 0 s \| \| 6e \| Søren Wærenskjold \| Norvège \| Uno-X Mobility \| + 0 s \| \| 7e \| Giovanni Lonardi \| Italie \| Team Polti Kometa \| + 0 s \| \| 8e \| Ethan Vernon \| Royaume-Uni \| Israel-Premier Tech \| + 0 s \| \| 9e \| Jonathan Milan \| Italie \| Lidl-Trek \| + 0 s \| \| 10e \| Fabian Lienhard \| Suisse \| Groupama-FDJ \| + 0 s \| |                   |             |                           |                 |
| |                   |             |                           |                 |
| Source : ProCyclingStats |                   |             |                           |                 |
| Classement de l'étape |                   |             |                           |                 |
| Coureur | Coureur           | Pays        | Équipe                    | Temps           |
| 1er | Jasper Philipsen  | Belgique    | Alpecin-Deceuninck        | 4 h 32 min 07 s |
| 2e | Tim Merlier       | Belgique    | Soudal Quick-Step         | + 0 s           |
| 3e | Axel Zingle       | France      | Cofidis                   | + 0 s           |
| 4e | Amaury Capiot     | Belgique    | Arkéa-B&B Hotels          | + 0 s           |
| 5e | Casper van Uden   | Pays-Bas    | Team dsm-firmenich PostNL | + 0 s           |
| 6e | Søren Wærenskjold | Norvège     | Uno-X Mobility            | + 0 s           |
| 7e | Giovanni Lonardi  | Italie      | Team Polti Kometa         | + 0 s           |
| 8e | Ethan Vernon      | Royaume-Uni | Israel-Premier Tech       | + 0 s           |
| 9e | Jonathan Milan    | Italie      | Lidl-Trek                 | + 0 s           |
| 10e | Fabian Lienhard   | Suisse      | Groupama-FDJ              | + 0 s           |

| \| Classement général \| Classement général \| Classement général \| Classement général \| Classement général \| \| Coureur \| Coureur \| Pays \| Équipe \| Temps \| \| ------------------ \| ------------------ \| ------------------ \| -------------------------- \| ------------------ \| \| 1er \| Juan Ayuso \| Espagne \| UAE Team Emirates \| 4 h 43 min 31 s \| \| 2e \| Filippo Ganna \| Italie \| Ineos Grenadiers \| + 1 s \| \| 3e \| Jonathan Milan \| Italie \| Lidl-Trek \| + 12 s \| \| 4e \| Ethan Vernon \| Royaume-Uni \| Israel-Premier Tech \| + 13 s \| \| 5e \| Søren Wærenskjold \| Norvège \| Uno-X Mobility \| + 15 s \| \| 6e \| Antonio Tiberi \| Italie \| Bahrain Victorious \| + 17 s \| \| 7e \| Kévin Vauquelin \| France \| Arkéa-B&B Hotels \| + 18 s \| \| 8e \| Jonas Vingegaard \| Danemark \| Team Visma \\| Lease a Bike \| + 22 s \| \| 9e \| Romain Grégoire \| France \| Groupama-FDJ \| + 22 s \| \| 10e \| Tobias Ludvigsson \| Suède \| Q36.5 Pro Cycling Team \| + 23 s \| |                   |             |                            |                 |
| |                   |             |                            |                 |
| Source : ProCyclingStats |                   |             |                            |                 |
| Classement général |                   |             |                            |                 |
| Coureur | Coureur           | Pays        | Équipe                     | Temps           |
| 1er | Juan Ayuso        | Espagne     | UAE Team Emirates          | 4 h 43 min 31 s |
| 2e | Filippo Ganna     | Italie      | Ineos Grenadiers           | + 1 s           |
| 3e | Jonathan Milan    | Italie      | Lidl-Trek                  | + 12 s          |
| 4e | Ethan Vernon      | Royaume-Uni | Israel-Premier Tech        | + 13 s          |
| 5e | Søren Wærenskjold | Norvège     | Uno-X Mobility             | + 15 s          |
| 6e | Antonio Tiberi    | Italie      | Bahrain Victorious         | + 17 s          |
| 7e | Kévin Vauquelin   | France      | Arkéa-B&B Hotels           | + 18 s          |
| 8e | Jonas Vingegaard  | Danemark    | Team Visma \| Lease a Bike | + 22 s          |
| 9e | Romain Grégoire   | France      | Groupama-FDJ               | + 22 s          |
| 10e | Tobias Ludvigsson | Suède       | Q36.5 Pro Cycling Team     | + 23 s          |

### 3eétape
Dans un sprint en montée marqué par la chute aux avant-postes dans le dernier virage de Jasper Philipsen (Alpecin-Deceuninck), le vainqueur la veille, et d'autres coureurs, l'Allemand Phil Bauhaus (Bahrain Victorious) l'emporte en puissance devant l'Italien Jonathan Milan (Lidl-Trek).
| \| Classement de l'étape \| Classement de l'étape \| Classement de l'étape \| Classement de l'étape \| Classement de l'étape \| \| Coureur \| Coureur \| Pays \| Équipe \| Temps \| \| --------------------- \| --------------------- \| --------------------- \| -------------------------- \| --------------------- \| \| 1er \| Phil Bauhaus \| Allemagne \| Bahrain Victorious \| 5 h 25 min 51 s \| \| 2e \| Jonathan Milan \| Italie \| Lidl-Trek \| + 0 s \| \| 3e \| Kévin Vauquelin \| France \| Arkéa-B&B Hotels \| + 0 s \| \| 4e \| Alberto Bettiol \| Italie \| EF Education-EasyPost \| + 0 s \| \| 5e \| Andrea Vendrame \| Italie \| Decathlon-AG2R La Mondiale \| + 0 s \| \| 6e \| Simone Velasco \| Italie \| Astana Qazaqstan Team \| + 0 s \| \| 7e \| Damiano Caruso \| Italie \| Bahrain Victorious \| + 0 s \| \| 8e \| Marius Mayrhofer \| Allemagne \| Tudor Pro Cycling Team \| + 0 s \| \| 9e \| Kevin Vermaerke \| États-Unis \| Team dsm-firmenich PostNL \| + 0 s \| \| 10e \| Nikias Arndt \| Allemagne \| Bahrain Victorious \| + 0 s \| |                  |            |                            |                 |
| |                  |            |                            |                 |
| Source : ProCyclingStats |                  |            |                            |                 |
| Classement de l'étape |                  |            |                            |                 |
| Coureur | Coureur          | Pays       | Équipe                     | Temps           |
| 1er | Phil Bauhaus     | Allemagne  | Bahrain Victorious         | 5 h 25 min 51 s |
| 2e | Jonathan Milan   | Italie     | Lidl-Trek                  | + 0 s           |
| 3e | Kévin Vauquelin  | France     | Arkéa-B&B Hotels           | + 0 s           |
| 4e | Alberto Bettiol  | Italie     | EF Education-EasyPost      | + 0 s           |
| 5e | Andrea Vendrame  | Italie     | Decathlon-AG2R La Mondiale | + 0 s           |
| 6e | Simone Velasco   | Italie     | Astana Qazaqstan Team      | + 0 s           |
| 7e | Damiano Caruso   | Italie     | Bahrain Victorious         | + 0 s           |
| 8e | Marius Mayrhofer | Allemagne  | Tudor Pro Cycling Team     | + 0 s           |
| 9e | Kevin Vermaerke  | États-Unis | Team dsm-firmenich PostNL  | + 0 s           |
| 10e | Nikias Arndt     | Allemagne  | Bahrain Victorious         | + 0 s           |

| \| Classement général \| Classement général \| Classement général \| Classement général \| Classement général \| \| Coureur \| Coureur \| Pays \| Équipe \| Temps \| \| ------------------ \| ------------------ \| ------------------ \| -------------------------- \| ------------------ \| \| 1er \| Juan Ayuso \| Espagne \| UAE Team Emirates \| 10 h 09 min 22 s \| \| 2e \| Jonathan Milan \| Italie \| Lidl-Trek \| + 6 s \| \| 3e \| Kévin Vauquelin \| France \| Arkéa-B&B Hotels \| + 14 s \| \| 4e \| Antonio Tiberi \| Italie \| Bahrain Victorious \| + 17 s \| \| 5e \| Jonas Vingegaard \| Danemark \| Team Visma \\| Lease a Bike \| + 22 s \| \| 6e \| Romain Grégoire \| France \| Groupama-FDJ \| + 22 s \| \| 7e \| Jai Hindley \| Australie \| Bora-Hansgrohe \| + 24 s \| \| 8e \| Neilson Powless \| États-Unis \| EF Education-EasyPost \| + 26 s \| \| 9e \| Max Poole \| Royaume-Uni \| Team dsm-firmenich PostNL \| + 26 s \| \| 10e \| Lennard Kämna \| Allemagne \| Bora-Hansgrohe \| + 26 s \| |                  |             |                            |                  |
| |                  |             |                            |                  |
| Source : ProCyclingStats |                  |             |                            |                  |
| Classement général |                  |             |                            |                  |
| Coureur | Coureur          | Pays        | Équipe                     | Temps            |
| 1er | Juan Ayuso       | Espagne     | UAE Team Emirates          | 10 h 09 min 22 s |
| 2e | Jonathan Milan   | Italie      | Lidl-Trek                  | + 6 s            |
| 3e | Kévin Vauquelin  | France      | Arkéa-B&B Hotels           | + 14 s           |
| 4e | Antonio Tiberi   | Italie      | Bahrain Victorious         | + 17 s           |
| 5e | Jonas Vingegaard | Danemark    | Team Visma \| Lease a Bike | + 22 s           |
| 6e | Romain Grégoire  | France      | Groupama-FDJ               | + 22 s           |
| 7e | Jai Hindley      | Australie   | Bora-Hansgrohe             | + 24 s           |
| 8e | Neilson Powless  | États-Unis  | EF Education-EasyPost      | + 26 s           |
| 9e | Max Poole        | Royaume-Uni | Team dsm-firmenich PostNL  | + 26 s           |
| 10e | Lennard Kämna    | Allemagne   | Bora-Hansgrohe             | + 26 s           |

### 4eétape
Des six coureurs échappés depuis le début de l'étape, le dernier d'entre eux, le Norvégien Jonas Abrahamsen, est repris à 50 mètres de la ligne d'arrivée. L'Italien Jonathan Milan gagne le sprint du peloton de justesse devant le Belge Jasper Philipsen et s'empare du maillot de leader du classement général.
| \| Classement de l'étape \| Classement de l'étape \| Classement de l'étape \| Classement de l'étape \| Classement de l'étape \| \| Coureur \| Coureur \| Pays \| Équipe \| Temps \| \| --------------------- \| --------------------- \| --------------------- \| ---------------------- \| --------------------- \| \| 1er \| Jonathan Milan \| Italie \| Lidl-Trek \| 4 h 56 min 44 s \| \| 2e \| Jasper Philipsen \| Belgique \| Alpecin-Deceuninck \| + 0 s \| \| 3e \| Corbin Strong \| Nouvelle-Zélande \| Israel-Premier Tech \| + 0 s \| \| 4e \| Biniam Girmay \| Érythrée \| Intermarché-Wanty \| + 0 s \| \| 5e \| Axel Zingle \| France \| Cofidis \| + 0 s \| \| 6e \| Marius Mayrhofer \| Allemagne \| Tudor Pro Cycling Team \| + 0 s \| \| 7e \| Jonas Abrahamsen \| Norvège \| Uno-X Mobility \| + 0 s \| \| 8e \| Iván García Cortina \| Espagne \| Movistar Team \| + 0 s \| \| 9e \| Julian Alaphilippe \| France \| Soudal Quick-Step \| + 0 s \| \| 10e \| Antonio Tiberi \| Italie \| Bahrain Victorious \| + 0 s \| |                     |                  |                        |                 |
| |                     |                  |                        |                 |
| Source : ProCyclingStats |                     |                  |                        |                 |
| Classement de l'étape |                     |                  |                        |                 |
| Coureur | Coureur             | Pays             | Équipe                 | Temps           |
| 1er | Jonathan Milan      | Italie           | Lidl-Trek              | 4 h 56 min 44 s |
| 2e | Jasper Philipsen    | Belgique         | Alpecin-Deceuninck     | + 0 s           |
| 3e | Corbin Strong       | Nouvelle-Zélande | Israel-Premier Tech    | + 0 s           |
| 4e | Biniam Girmay       | Érythrée         | Intermarché-Wanty      | + 0 s           |
| 5e | Axel Zingle         | France           | Cofidis                | + 0 s           |
| 6e | Marius Mayrhofer    | Allemagne        | Tudor Pro Cycling Team | + 0 s           |
| 7e | Jonas Abrahamsen    | Norvège          | Uno-X Mobility         | + 0 s           |
| 8e | Iván García Cortina | Espagne          | Movistar Team          | + 0 s           |
| 9e | Julian Alaphilippe  | France           | Soudal Quick-Step      | + 0 s           |
| 10e | Antonio Tiberi      | Italie           | Bahrain Victorious     | + 0 s           |

| \| Classement général \| Classement général \| Classement général \| Classement général \| Classement général \| \| Coureur \| Coureur \| Pays \| Équipe \| Temps \| \| ------------------ \| ------------------ \| ------------------ \| -------------------------- \| ------------------ \| \| 1er \| Jonathan Milan \| Italie \| Lidl-Trek \| 15 h 06 min 02 s \| \| 2e \| Juan Ayuso \| Espagne \| UAE Team Emirates \| + 4 s \| \| 3e \| Kévin Vauquelin \| France \| Arkéa-B&B Hotels \| + 18 s \| \| 4e \| Antonio Tiberi \| Italie \| Bahrain Victorious \| + 21 s \| \| 5e \| Jonas Vingegaard \| Danemark \| Team Visma \\| Lease a Bike \| + 26 s \| \| 6e \| Romain Grégoire \| France \| Groupama-FDJ \| + 26 s \| \| 7e \| Jai Hindley \| Australie \| Bora-Hansgrohe \| + 28 s \| \| 8e \| Neilson Powless \| États-Unis \| EF Education-EasyPost \| + 30 s \| \| 9e \| Max Poole \| Royaume-Uni \| Team dsm-firmenich PostNL \| + 30 s \| \| 10e \| Lennard Kämna \| Allemagne \| Bora-Hansgrohe \| + 30 s \| |                  |             |                            |                  |
| |                  |             |                            |                  |
| Source : ProCyclingStats |                  |             |                            |                  |
| Classement général |                  |             |                            |                  |
| Coureur | Coureur          | Pays        | Équipe                     | Temps            |
| 1er | Jonathan Milan   | Italie      | Lidl-Trek                  | 15 h 06 min 02 s |
| 2e | Juan Ayuso       | Espagne     | UAE Team Emirates          | + 4 s            |
| 3e | Kévin Vauquelin  | France      | Arkéa-B&B Hotels           | + 18 s           |
| 4e | Antonio Tiberi   | Italie      | Bahrain Victorious         | + 21 s           |
| 5e | Jonas Vingegaard | Danemark    | Team Visma \| Lease a Bike | + 26 s           |
| 6e | Romain Grégoire  | France      | Groupama-FDJ               | + 26 s           |
| 7e | Jai Hindley      | Australie   | Bora-Hansgrohe             | + 28 s           |
| 8e | Neilson Powless  | États-Unis  | EF Education-EasyPost      | + 30 s           |
| 9e | Max Poole        | Royaume-Uni | Team dsm-firmenich PostNL  | + 30 s           |
| 10e | Lennard Kämna    | Allemagne   | Bora-Hansgrohe             | + 30 s           |

### 5eétape
À 29 kilomètres de l'arrivée, dans l'ascension du dernier col de la journée vers San Giacomo, Jonas Vingegaard attaque seul puis creuse un écart de plus d'une minute sur ses premiers poursuivants dont Juan Ayuso. Vingegaard s'empare du maillot de leader.
| \| Classement de l'étape \| Classement de l'étape \| Classement de l'étape \| Classement de l'étape \| Classement de l'étape \| \| Coureur \| Coureur \| Pays \| Équipe \| Temps \| \| --------------------- \| --------------------- \| --------------------- \| -------------------------- \| --------------------- \| \| 1er \| Jonas Vingegaard \| Danemark \| Team Visma \\| Lease a Bike \| 3 h 28 min 27 s \| \| 2e \| Juan Ayuso \| Espagne \| UAE Team Emirates \| + 1 min 12 s \| \| 3e \| Jai Hindley \| Australie \| Bora-Hansgrohe \| + 1 min 12 s \| \| 4e \| Ben O'Connor \| Australie \| Decathlon-AG2R La Mondiale \| + 1 min 14 s \| \| 5e \| Thymen Arensman \| Pays-Bas \| Ineos Grenadiers \| + 1 min 14 s \| \| 6e \| Cian Uijtdebroeks \| Belgique \| Team Visma \\| Lease a Bike \| + 1 min 14 s \| \| 7e \| Isaac Del Toro \| Mexique \| UAE Team Emirates \| + 1 min 14 s \| \| 8e \| Tom Pidcock \| Royaume-Uni \| Ineos Grenadiers \| + 2 min 52 s \| \| 9e \| Kévin Vauquelin \| France \| Arkéa-B&B Hotels \| + 2 min 52 s \| \| 10e \| Romain Grégoire \| France \| Groupama-FDJ \| + 2 min 52 s \| |                   |             |                            |                 |
| |                   |             |                            |                 |
| Source : ProCyclingStats |                   |             |                            |                 |
| Classement de l'étape |                   |             |                            |                 |
| Coureur | Coureur           | Pays        | Équipe                     | Temps           |
| 1er | Jonas Vingegaard  | Danemark    | Team Visma \| Lease a Bike | 3 h 28 min 27 s |
| 2e | Juan Ayuso        | Espagne     | UAE Team Emirates          | + 1 min 12 s    |
| 3e | Jai Hindley       | Australie   | Bora-Hansgrohe             | + 1 min 12 s    |
| 4e | Ben O'Connor      | Australie   | Decathlon-AG2R La Mondiale | + 1 min 14 s    |
| 5e | Thymen Arensman   | Pays-Bas    | Ineos Grenadiers           | + 1 min 14 s    |
| 6e | Cian Uijtdebroeks | Belgique    | Team Visma \| Lease a Bike | + 1 min 14 s    |
| 7e | Isaac Del Toro    | Mexique     | UAE Team Emirates          | + 1 min 14 s    |
| 8e | Tom Pidcock       | Royaume-Uni | Ineos Grenadiers           | + 2 min 52 s    |
| 9e | Kévin Vauquelin   | France      | Arkéa-B&B Hotels           | + 2 min 52 s    |
| 10e | Romain Grégoire   | France      | Groupama-FDJ               | + 2 min 52 s    |

| \| Classement général \| Classement général \| Classement général \| Classement général \| Classement général \| \| Coureur \| Coureur \| Pays \| Équipe \| Temps \| \| ------------------ \| ------------------ \| ------------------ \| -------------------------- \| ------------------ \| \| 1er \| Jonas Vingegaard \| Danemark \| Team Visma \\| Lease a Bike \| 18 h 34 min 45 s \| \| 2e \| Juan Ayuso \| Espagne \| UAE Team Emirates \| + 54 s \| \| 3e \| Jai Hindley \| Australie \| Bora-Hansgrohe \| + 1 min 20 s \| \| 4e \| Thymen Arensman \| Pays-Bas \| Ineos Grenadiers \| + 1 min 29 s \| \| 5e \| Ben O'Connor \| Australie \| Decathlon-AG2R La Mondiale \| + 1 min 32 s \| \| 6e \| Isaac Del Toro \| Mexique \| UAE Team Emirates \| + 1 min 34 s \| \| 7e \| Cian Uijtdebroeks \| Belgique \| Team Visma \\| Lease a Bike \| + 2 min 12 s \| \| 8e \| Kévin Vauquelin \| France \| Arkéa-B&B Hotels \| + 2 min 54 s \| \| 9e \| Antonio Tiberi \| Italie \| Bahrain Victorious \| + 2 min 57 s \| \| 10e \| Romain Grégoire \| France \| Groupama-FDJ \| + 3 min 02 s \| |                   |           |                            |                  |
| |                   |           |                            |                  |
| Source : ProCyclingStats |                   |           |                            |                  |
| Classement général |                   |           |                            |                  |
| Coureur | Coureur           | Pays      | Équipe                     | Temps            |
| 1er | Jonas Vingegaard  | Danemark  | Team Visma \| Lease a Bike | 18 h 34 min 45 s |
| 2e | Juan Ayuso        | Espagne   | UAE Team Emirates          | + 54 s           |
| 3e | Jai Hindley       | Australie | Bora-Hansgrohe             | + 1 min 20 s     |
| 4e | Thymen Arensman   | Pays-Bas  | Ineos Grenadiers           | + 1 min 29 s     |
| 5e | Ben O'Connor      | Australie | Decathlon-AG2R La Mondiale | + 1 min 32 s     |
| 6e | Isaac Del Toro    | Mexique   | UAE Team Emirates          | + 1 min 34 s     |
| 7e | Cian Uijtdebroeks | Belgique  | Team Visma \| Lease a Bike | + 2 min 12 s     |
| 8e | Kévin Vauquelin   | France    | Arkéa-B&B Hotels           | + 2 min 54 s     |
| 9e | Antonio Tiberi    | Italie    | Bahrain Victorious         | + 2 min 57 s     |
| 10e | Romain Grégoire   | France    | Groupama-FDJ               | + 3 min 02 s     |

### 6eétape
Richard Carapaz, le rescapé d'une longue échappée de neuf coureurs, est repris dans la montée finale à 6,4 km de l'arrivée. Quelque 200 mètres plus loin, Jonas Vingegaard accélère et décramponne Jai Hindley et Juan Ayuso pour filer seul vers sa seconde victoire.
| \| Classement de l'étape \| Classement de l'étape \| Classement de l'étape \| Classement de l'étape \| Classement de l'étape \| \| Coureur \| Coureur \| Pays \| Équipe \| Temps \| \| --------------------- \| --------------------- \| --------------------- \| -------------------------- \| --------------------- \| \| 1er \| Jonas Vingegaard \| Danemark \| Team Visma \\| Lease a Bike \| 4 h 31 min 57 s \| \| 2e \| Juan Ayuso \| Espagne \| UAE Team Emirates \| + 26 s \| \| 3e \| Jai Hindley \| Australie \| Bora-Hansgrohe \| + 26 s \| \| 4e \| Isaac Del Toro \| Mexique \| UAE Team Emirates \| + 36 s \| \| 5e \| Tom Pidcock \| Royaume-Uni \| Ineos Grenadiers \| + 42 s \| \| 6e \| Ben O'Connor \| Australie \| Decathlon-AG2R La Mondiale \| + 42 s \| \| 7e \| Lennard Kämna \| Allemagne \| Bora-Hansgrohe \| + 46 s \| \| 8e \| Thymen Arensman \| Pays-Bas \| Ineos Grenadiers \| + 46 s \| \| 9e \| Cian Uijtdebroeks \| Belgique \| Team Visma \\| Lease a Bike \| + 48 s \| \| 10e \| Wout Poels \| Pays-Bas \| Bahrain Victorious \| + 1 min 14 s \| |                   |             |                            |                 |
| |                   |             |                            |                 |
| Source : ProCyclingStats |                   |             |                            |                 |
| Classement de l'étape |                   |             |                            |                 |
| Coureur | Coureur           | Pays        | Équipe                     | Temps           |
| 1er | Jonas Vingegaard  | Danemark    | Team Visma \| Lease a Bike | 4 h 31 min 57 s |
| 2e | Juan Ayuso        | Espagne     | UAE Team Emirates          | + 26 s          |
| 3e | Jai Hindley       | Australie   | Bora-Hansgrohe             | + 26 s          |
| 4e | Isaac Del Toro    | Mexique     | UAE Team Emirates          | + 36 s          |
| 5e | Tom Pidcock       | Royaume-Uni | Ineos Grenadiers           | + 42 s          |
| 6e | Ben O'Connor      | Australie   | Decathlon-AG2R La Mondiale | + 42 s          |
| 7e | Lennard Kämna     | Allemagne   | Bora-Hansgrohe             | + 46 s          |
| 8e | Thymen Arensman   | Pays-Bas    | Ineos Grenadiers           | + 46 s          |
| 9e | Cian Uijtdebroeks | Belgique    | Team Visma \| Lease a Bike | + 48 s          |
| 10e | Wout Poels        | Pays-Bas    | Bahrain Victorious         | + 1 min 14 s    |

| \| Classement général \| Classement général \| Classement général \| Classement général \| Classement général \| \| Coureur \| Coureur \| Pays \| Équipe \| Temps \| \| ------------------ \| ------------------ \| ------------------ \| -------------------------- \| ------------------ \| \| 1er \| Jonas Vingegaard \| Danemark \| Team Visma \\| Lease a Bike \| 23 h 06 min 32 s \| \| 2e \| Juan Ayuso \| Espagne \| UAE Team Emirates \| + 1 min 24 s \| \| 3e \| Jai Hindley \| Australie \| Bora-Hansgrohe \| + 1 min 32 s \| \| 4e \| Isaac Del Toro \| Mexique \| UAE Team Emirates \| + 2 min 20 s \| \| 5e \| Ben O'Connor \| Australie \| Decathlon-AG2R La Mondiale \| + 2 min 24 s \| \| 6e \| Thymen Arensman \| Pays-Bas \| Ineos Grenadiers \| + 2 min 25 s \| \| 7e \| Cian Uijtdebroeks \| Belgique \| Team Visma \\| Lease a Bike \| + 3 min 10 s \| \| 8e \| Lennard Kämna \| Allemagne \| Bora-Hansgrohe \| + 4 min 02 s \| \| 9e \| Tom Pidcock \| Royaume-Uni \| Ineos Grenadiers \| + 4 min 05 s \| \| 10e \| Kévin Vauquelin \| France \| Arkéa-B&B Hotels \| + 4 min 24 s \| |                   |             |                            |                  |
| |                   |             |                            |                  |
| Source : ProCyclingStats |                   |             |                            |                  |
| Classement général |                   |             |                            |                  |
| Coureur | Coureur           | Pays        | Équipe                     | Temps            |
| 1er | Jonas Vingegaard  | Danemark    | Team Visma \| Lease a Bike | 23 h 06 min 32 s |
| 2e | Juan Ayuso        | Espagne     | UAE Team Emirates          | + 1 min 24 s     |
| 3e | Jai Hindley       | Australie   | Bora-Hansgrohe             | + 1 min 32 s     |
| 4e | Isaac Del Toro    | Mexique     | UAE Team Emirates          | + 2 min 20 s     |
| 5e | Ben O'Connor      | Australie   | Decathlon-AG2R La Mondiale | + 2 min 24 s     |
| 6e | Thymen Arensman   | Pays-Bas    | Ineos Grenadiers           | + 2 min 25 s     |
| 7e | Cian Uijtdebroeks | Belgique    | Team Visma \| Lease a Bike | + 3 min 10 s     |
| 8e | Lennard Kämna     | Allemagne   | Bora-Hansgrohe             | + 4 min 02 s     |
| 9e | Tom Pidcock       | Royaume-Uni | Ineos Grenadiers           | + 4 min 05 s     |
| 10e | Kévin Vauquelin   | France      | Arkéa-B&B Hotels           | + 4 min 24 s     |

### 7eétape
Les six échappés sont repris à 14 km de l'arrivée. Le peloton file vers un sprint massif malgré un essai aux 800 mètres de Søren Wærenskjold. Jonathan Milan s'offre une seconde victoire d'étape en devançant Alexander Kristoff et Davide Cimolai.
| \| Classement de l'étape \| Classement de l'étape \| Classement de l'étape \| Classement de l'étape \| Classement de l'étape \| \| Coureur \| Coureur \| Pays \| Équipe \| Temps \| \| --------------------- \| --------------------- \| --------------------- \| ----------------------------- \| --------------------- \| \| 1er \| Jonathan Milan \| Italie \| Lidl-Trek \| 3 h 15 min 51 s \| \| 2e \| Alexander Kristoff \| Norvège \| Uno-X Mobility \| + 0 s \| \| 3e \| Davide Cimolai \| Italie \| Movistar Team \| + 0 s \| \| 4e \| Jasper Philipsen \| Belgique \| Alpecin-Deceuninck \| + 0 s \| \| 5e \| Stanisław Aniołkowski \| Pologne \| Cofidis \| + 0 s \| \| 6e \| Amaury Capiot \| Belgique \| Arkéa-B&B Hotels \| + 0 s \| \| 7e \| Andrea Vendrame \| Italie \| Decathlon-AG2R La Mondiale \| + 0 s \| \| 8e \| Giovanni Lonardi \| Italie \| Team Polti Kometa \| + 0 s \| \| 9e \| Clément Venturini \| France \| Arkéa-B&B Hotels \| + 0 s \| \| 10e \| Enrico Zanoncello \| Italie \| VF Group-Bardiani CSF-Faizanè \| + 0 s \| |                       |          |                               |                 |
| |                       |          |                               |                 |
| Source : ProCyclingStats |                       |          |                               |                 |
| Classement de l'étape |                       |          |                               |                 |
| Coureur | Coureur               | Pays     | Équipe                        | Temps           |
| 1er | Jonathan Milan        | Italie   | Lidl-Trek                     | 3 h 15 min 51 s |
| 2e | Alexander Kristoff    | Norvège  | Uno-X Mobility                | + 0 s           |
| 3e | Davide Cimolai        | Italie   | Movistar Team                 | + 0 s           |
| 4e | Jasper Philipsen      | Belgique | Alpecin-Deceuninck            | + 0 s           |
| 5e | Stanisław Aniołkowski | Pologne  | Cofidis                       | + 0 s           |
| 6e | Amaury Capiot         | Belgique | Arkéa-B&B Hotels              | + 0 s           |
| 7e | Andrea Vendrame       | Italie   | Decathlon-AG2R La Mondiale    | + 0 s           |
| 8e | Giovanni Lonardi      | Italie   | Team Polti Kometa             | + 0 s           |
| 9e | Clément Venturini     | France   | Arkéa-B&B Hotels              | + 0 s           |
| 10e | Enrico Zanoncello     | Italie   | VF Group-Bardiani CSF-Faizanè | + 0 s           |

## Classements finals

### Classement général
| \| Classement général \| Classement général \| Classement général \| Classement général \| Classement général \| \| Coureur \| Coureur \| Pays \| Équipe \| Temps \| \| ------------------ \| ------------------ \| ------------------ \| -------------------------- \| ------------------ \| \| 1er \| Jonas Vingegaard \| Danemark \| Team Visma \\| Lease a Bike \| 26 h 22 min 23 s \| \| 2e \| Juan Ayuso \| Espagne \| UAE Team Emirates \| + 1 min 24 s \| \| 3e \| Jai Hindley \| Australie \| Bora-Hansgrohe \| + 1 min 52 s \| \| 4e \| Isaac Del Toro \| Mexique \| UAE Team Emirates \| + 2 min 20 s \| \| 5e \| Ben O'Connor \| Australie \| Decathlon-AG2R La Mondiale \| + 2 min 24 s \| \| 6e \| Thymen Arensman \| Pays-Bas \| Ineos Grenadiers \| + 2 min 25 s \| \| 7e \| Cian Uijtdebroeks \| Belgique \| Team Visma \\| Lease a Bike \| + 3 min 10 s \| \| 8e \| Lennard Kämna \| Allemagne \| Bora-Hansgrohe \| + 4 min 02 s \| \| 9e \| Tom Pidcock \| Royaume-Uni \| Ineos Grenadiers \| + 4 min 05 s \| \| 10e \| Kévin Vauquelin \| France \| Arkéa-B&B Hotels \| + 4 min 24 s \| |                   |             |                            |                  |
| |                   |             |                            |                  |
| Source : ProCyclingStats |                   |             |                            |                  |
| Classement général |                   |             |                            |                  |
| Coureur | Coureur           | Pays        | Équipe                     | Temps            |
| 1er | Jonas Vingegaard  | Danemark    | Team Visma \| Lease a Bike | 26 h 22 min 23 s |
| 2e | Juan Ayuso        | Espagne     | UAE Team Emirates          | + 1 min 24 s     |
| 3e | Jai Hindley       | Australie   | Bora-Hansgrohe             | + 1 min 52 s     |
| 4e | Isaac Del Toro    | Mexique     | UAE Team Emirates          | + 2 min 20 s     |
| 5e | Ben O'Connor      | Australie   | Decathlon-AG2R La Mondiale | + 2 min 24 s     |
| 6e | Thymen Arensman   | Pays-Bas    | Ineos Grenadiers           | + 2 min 25 s     |
| 7e | Cian Uijtdebroeks | Belgique    | Team Visma \| Lease a Bike | + 3 min 10 s     |
| 8e | Lennard Kämna     | Allemagne   | Bora-Hansgrohe             | + 4 min 02 s     |
| 9e | Tom Pidcock       | Royaume-Uni | Ineos Grenadiers           | + 4 min 05 s     |
| 10e | Kévin Vauquelin   | France      | Arkéa-B&B Hotels           | + 4 min 24 s     |

| Classement par points | Classement par points | Classement par points | Classement par points      | Classement par points |
| Coureur               | Coureur               | Pays                  | Équipe                     | Points                |
| --------------------- | --------------------- | --------------------- | -------------------------- | --------------------- |
| 1er                   | Jonathan Milan        | Italie                | Lidl-Trek                  | 44 pts                |
| 2e                    | Juan Ayuso            | Espagne               | UAE Team Emirates          | 33 pts                |
| 3e                    | Jasper Philipsen      | Belgique              | Alpecin-Deceuninck         | 29 pts                |
| 4e                    | Jonas Vingegaard      | Danemark              | Team Visma \| Lease a Bike | 26 pts                |
| 5e                    | Jai Hindley           | Australie             | Bora-Hansgrohe             | 16 pts                |
| 6e                    | Filippo Ganna         | Italie                | Ineos Grenadiers           | 15 pts                |
| 7e                    | Kévin Vauquelin       | France                | Arkéa-B&B Hotels           | 13 pts                |
| 8e                    | Ben O'Connor          | Australie             | Decathlon-AG2R La Mondiale | 12 pts                |
| 9e                    | Amaury Capiot         | Belgique              | Arkéa-B&B Hotels           | 12 pts                |
| 10e                   | Isaac Del Toro        | Mexique               | UAE Team Emirates          | 11 pts                |

| Classement par points | Classement par points | Classement par points | Classement par points      | Classement par points |
| Coureur               | Coureur               | Pays                  | Équipe                     | Points                |
| --------------------- | --------------------- | --------------------- | -------------------------- | --------------------- |
| 1er                   | Jonathan Milan        | Italie                | Lidl-Trek                  | 44 pts                |
| 2e                    | Juan Ayuso            | Espagne               | UAE Team Emirates          | 33 pts                |
| 3e                    | Jasper Philipsen      | Belgique              | Alpecin-Deceuninck         | 29 pts                |
| 4e                    | Jonas Vingegaard      | Danemark              | Team Visma \| Lease a Bike | 26 pts                |
| 5e                    | Jai Hindley           | Australie             | Bora-Hansgrohe             | 16 pts                |
| 6e                    | Filippo Ganna         | Italie                | Ineos Grenadiers           | 15 pts                |
| 7e                    | Kévin Vauquelin       | France                | Arkéa-B&B Hotels           | 13 pts                |
| 8e                    | Ben O'Connor          | Australie             | Decathlon-AG2R La Mondiale | 12 pts                |
| 9e                    | Amaury Capiot         | Belgique              | Arkéa-B&B Hotels           | 12 pts                |
| 10e                   | Isaac Del Toro        | Mexique               | UAE Team Emirates          | 11 pts                |

| Classement de la montagne | Classement de la montagne | Classement de la montagne | Classement de la montagne  | Classement de la montagne |
| Coureur                   | Coureur                   | Pays                      | Équipe                     | Points                    |
| ------------------------- | ------------------------- | ------------------------- | -------------------------- | ------------------------- |
| 1er                       | Jonas Vingegaard          | Danemark                  | Team Visma \| Lease a Bike | 30 pts                    |
| 2e                        | Juan Ayuso                | Espagne                   | UAE Team Emirates          | 17 pts                    |
| 3e                        | Isaac Del Toro            | Mexique                   | UAE Team Emirates          | 15 pts                    |
| 4e                        | Ben Healy                 | Irlande                   | EF Education-EasyPost      | 9 pts                     |
| 5e                        | Jai Hindley               | Australie                 | Bora-Hansgrohe             | 9 pts                     |
| 6e                        | Andreas Leknessund        | Norvège                   | Uno-X Mobility             | 7 pts                     |
| 7e                        | Davide Bais               | Italie                    | Team Polti Kometa          | 7 pts                     |
| 8e                        | Lorenzo Quartucci         | Italie                    | Team Corratec-Vini Fantini | 6 pts                     |
| 9e                        | Antonio Tiberi            | Italie                    | Bahrain Victorious         | 5 pts                     |
| 10e                       | Alexander Kamp            | Danemark                  | Tudor Pro Cycling Team     | 5 pts                     |

| Classement de la montagne | Classement de la montagne | Classement de la montagne | Classement de la montagne  | Classement de la montagne |
| Coureur                   | Coureur                   | Pays                      | Équipe                     | Points                    |
| ------------------------- | ------------------------- | ------------------------- | -------------------------- | ------------------------- |
| 1er                       | Jonas Vingegaard          | Danemark                  | Team Visma \| Lease a Bike | 30 pts                    |
| 2e                        | Juan Ayuso                | Espagne                   | UAE Team Emirates          | 17 pts                    |
| 3e                        | Isaac Del Toro            | Mexique                   | UAE Team Emirates          | 15 pts                    |
| 4e                        | Ben Healy                 | Irlande                   | EF Education-EasyPost      | 9 pts                     |
| 5e                        | Jai Hindley               | Australie                 | Bora-Hansgrohe             | 9 pts                     |
| 6e                        | Andreas Leknessund        | Norvège                   | Uno-X Mobility             | 7 pts                     |
| 7e                        | Davide Bais               | Italie                    | Team Polti Kometa          | 7 pts                     |
| 8e                        | Lorenzo Quartucci         | Italie                    | Team Corratec-Vini Fantini | 6 pts                     |
| 9e                        | Antonio Tiberi            | Italie                    | Bahrain Victorious         | 5 pts                     |
| 10e                       | Alexander Kamp            | Danemark                  | Tudor Pro Cycling Team     | 5 pts                     |

| Classement du meilleur jeune | Classement du meilleur jeune | Classement du meilleur jeune | Classement du meilleur jeune | Classement du meilleur jeune |
| Coureur                      | Coureur                      | Pays                         | Équipe                       | Temps                        |
| ---------------------------- | ---------------------------- | ---------------------------- | ---------------------------- | ---------------------------- |
| 1er                          | Juan Ayuso                   | Espagne                      | UAE Team Emirates            | 26 h 23 min 47 s             |
| 2e                           | Isaac Del Toro               | Mexique                      | UAE Team Emirates            | + 56 s                       |
| 3e                           | Thymen Arensman              | Pays-Bas                     | Ineos Grenadiers             | + 1 min 01 s                 |
| 4e                           | Cian Uijtdebroeks            | Belgique                     | Team Visma \| Lease a Bike   | + 1 min 46 s                 |
| 5e                           | Tom Pidcock                  | Royaume-Uni                  | Ineos Grenadiers             | + 2 min 41 s                 |
| 6e                           | Kévin Vauquelin              | France                       | Arkéa-B&B Hotels             | + 3 min 00 s                 |
| 7e                           | Romain Grégoire              | France                       | Groupama-FDJ                 | + 4 min 01 s                 |
| 8e                           | Magnus Sheffield             | États-Unis                   | Ineos Grenadiers             | + 4 min 18 s                 |
| 9e                           | Davide Piganzoli             | Italie                       | Team Polti Kometa            | + 4 min 29 s                 |
| 10e                          | Filippo Zana                 | Italie                       | Team Jayco AlUla             | + 4 min 36 s                 |

| Classement du meilleur jeune | Classement du meilleur jeune | Classement du meilleur jeune | Classement du meilleur jeune | Classement du meilleur jeune |
| Coureur                      | Coureur                      | Pays                         | Équipe                       | Temps                        |
| ---------------------------- | ---------------------------- | ---------------------------- | ---------------------------- | ---------------------------- |
| 1er                          | Juan Ayuso                   | Espagne                      | UAE Team Emirates            | 26 h 23 min 47 s             |
| 2e                           | Isaac Del Toro               | Mexique                      | UAE Team Emirates            | + 56 s                       |
| 3e                           | Thymen Arensman              | Pays-Bas                     | Ineos Grenadiers             | + 1 min 01 s                 |
| 4e                           | Cian Uijtdebroeks            | Belgique                     | Team Visma \| Lease a Bike   | + 1 min 46 s                 |
| 5e                           | Tom Pidcock                  | Royaume-Uni                  | Ineos Grenadiers             | + 2 min 41 s                 |
| 6e                           | Kévin Vauquelin              | France                       | Arkéa-B&B Hotels             | + 3 min 00 s                 |
| 7e                           | Romain Grégoire              | France                       | Groupama-FDJ                 | + 4 min 01 s                 |
| 8e                           | Magnus Sheffield             | États-Unis                   | Ineos Grenadiers             | + 4 min 18 s                 |
| 9e                           | Davide Piganzoli             | Italie                       | Team Polti Kometa            | + 4 min 29 s                 |
| 10e                          | Filippo Zana                 | Italie                       | Team Jayco AlUla             | + 4 min 36 s                 |

| Classement par équipes | Classement par équipes     | Classement par équipes | Classement par équipes |
| Équipe                 | Équipe                     | Pays                   | Temps                  |
| ---------------------- | -------------------------- | ---------------------- | ---------------------- |
| 1re                    | UAE Team Emirates          | Émirats arabes unis    | 79 h 16 min 40 s       |
| 2e                     | Ineos Grenadiers           | Royaume-Uni            | + 2 min 09 s           |
| 3e                     | Bora-Hansgrohe             | Allemagne              | + 6 min 33 s           |
| 4e                     | Movistar Team              | Espagne                | + 7 min 44 s           |
| 5e                     | Astana Qazaqstan Team      | Kazakhstan             | + 13 min 09 s          |
| 6e                     | Team Visma \| Lease a Bike | Pays-Bas               | + 18 min 07 s          |
| 7e                     | Bahrain Victorious         | Bahreïn                | + 24 min 31 s          |
| 8e                     | Arkéa-B&B Hotels           | France                 | + 28 min 20 s          |
| 9e                     | Decathlon-AG2R La Mondiale | France                 | + 28 min 20 s          |
| 10e                    | EF Education-EasyPost      | États-Unis             | + 28 min 56 s          |

| Classement par équipes | Classement par équipes     | Classement par équipes | Classement par équipes |
| Équipe                 | Équipe                     | Pays                   | Temps                  |
| ---------------------- | -------------------------- | ---------------------- | ---------------------- |
| 1re                    | UAE Team Emirates          | Émirats arabes unis    | 79 h 16 min 40 s       |
| 2e                     | Ineos Grenadiers           | Royaume-Uni            | + 2 min 09 s           |
| 3e                     | Bora-Hansgrohe             | Allemagne              | + 6 min 33 s           |
| 4e                     | Movistar Team              | Espagne                | + 7 min 44 s           |
| 5e                     | Astana Qazaqstan Team      | Kazakhstan             | + 13 min 09 s          |
| 6e                     | Team Visma \| Lease a Bike | Pays-Bas               | + 18 min 07 s          |
| 7e                     | Bahrain Victorious         | Bahreïn                | + 24 min 31 s          |
| 8e                     | Arkéa-B&B Hotels           | France                 | + 28 min 20 s          |
| 9e                     | Decathlon-AG2R La Mondiale | France                 | + 28 min 20 s          |
| 10e                    | EF Education-EasyPost      | États-Unis             | + 28 min 56 s          |

## Évolution des classements
| Étape              | Vainqueur          | Classement général | Classement par points | Classement de la montagne | Classement du meilleur jeune | Classement par équipes |
| ------------------ | ------------------ | ------------------ | --------------------- | ------------------------- | ---------------------------- | ---------------------- |
| 1                  | Juan Ayuso         | Juan Ayuso         | Juan Ayuso            | non attribué              | Juan Ayuso                   | UAE Team Emirates      |
| 2                  | Jasper Philipsen   | Juan Ayuso         | Juan Ayuso            | Davide Bais               | Juan Ayuso                   | UAE Team Emirates      |
| 3                  | Phil Bauhaus       | Juan Ayuso         | Jonathan Milan        | Richard Carapaz           | Juan Ayuso                   | UAE Team Emirates      |
| 4                  | Jonathan Milan     | Jonathan Milan     | Jonathan Milan        | Davide Bais               | Jonathan Milan               | UAE Team Emirates      |
| 5                  | Jonas Vingegaard   | Jonas Vingegaard   | Jonathan Milan        | Jonas Vingegaard          | Juan Ayuso                   | UAE Team Emirates      |
| 6                  | Jonas Vingegaard   | Jonas Vingegaard   | Juan Ayuso            | Jonas Vingegaard          | Juan Ayuso                   | UAE Team Emirates      |
| 7                  | Jonathan Milan     | Jonas Vingegaard   | Jonathan Milan        | Jonas Vingegaard          | Juan Ayuso                   | UAE Team Emirates      |
| Classements finals | Classements finals | Jonas Vingegaard   | Jonathan Milan        | Jonas Vingegaard          | Juan Ayuso                   | UAE Team Emirates      |

## Liste des participants
| Team Jayco AlUla JAY | Team Jayco AlUla JAY          | Team Jayco AlUla JAY |
| -------------------- | ----------------------------- | -------------------- |
| Num                  | Coureur                       | Pos                  |
| 1                    | Filippo Zana (ITA)            | 19e                  |
| 2                    | Lawson Craddock (USA)         | 22e                  |
| 3                    | Alessandro De Marchi (ITA)    | 87e                  |
| 4                    | Caleb Ewan (AUS)              | AB-6                 |
| 5                    | Christopher Juul Jensen (DEN) | 70e                  |
| 6                    | Campbell Stewart (NZL)        | NP-6                 |
| 7                    | Max Walscheid (GER)           | NP-7                 |

| Alpecin-Deceuninck ADC | Alpecin-Deceuninck ADC      | Alpecin-Deceuninck ADC |
| ---------------------- | --------------------------- | ---------------------- |
| Num                    | Coureur                     | Pos                    |
| 11                     | Jasper Philipsen (BEL)      | 81e                    |
| 12                     | Nicola Conci (ITA)          | 46e                    |
| 13                     | Michael Gogl (AUT)          | NP-3                   |
| 14                     | Jonas Rickaert (BEL)        | 107e                   |
| 15                     | Oscar Riesebeek (NED)       | 124e                   |
| 16                     | Fabio Van den Bossche (BEL) | 96e                    |
| 17                     | Gianni Vermeersch (BEL)     | 75e                    |

| Arkéa-B&B Hotels ARK | Arkéa-B&B Hotels ARK     | Arkéa-B&B Hotels ARK |
| -------------------- | ------------------------ | -------------------- |
| Num                  | Coureur                  | Pos                  |
| 21                   | Vincenzo Albanese (ITA)  | AB-6                 |
| 22                   | Amaury Capiot (BEL)      | 93e                  |
| 23                   | Anthony Delaplace (FRA)  | NP-5                 |
| 24                   | Simon Guglielmi (FRA)    | AB-4                 |
| 25                   | Cristian Rodríguez (ESP) | 17e                  |
| 26                   | Kévin Vauquelin (FRA)    | 10e                  |
| 27                   | Clément Venturini (FRA)  | 67e                  |

| Astana Qazaqstan Team AST | Astana Qazaqstan Team AST       | Astana Qazaqstan Team AST |
| ------------------------- | ------------------------------- | ------------------------- |
| Num                       | Coureur                         | Pos                       |
| 31                        | Simone Velasco (ITA) (route)    | 28e                       |
| 32                        | Cees Bol (NED)                  | 110e                      |
| 33                        | Mark Cavendish (GBR)            | HD-5                      |
| 34                        | Yevgeniy Fedorov (KAZ) (chrono) | 53e                       |
| 35                        | Lorenzo Fortunato (ITA)         | 14e                       |
| 36                        | Gianmarco Garofoli (ITA)        | 33e                       |
| 37                        | Michael Mørkøv (DEN)            | HD-5                      |

| Bora-Hansgrohe BOH | Bora-Hansgrohe BOH             | Bora-Hansgrohe BOH |
| ------------------ | ------------------------------ | ------------------ |
| Num                | Coureur                        | Pos                |
| 41                 | Daniel Martínez (COL) (chrono) | NP-7               |
| 42                 | Giovanni Aleotti (ITA)         | 36e                |
| 43                 | Patrick Gamper (AUT) (chrono)  | 103e               |
| 44                 | Jai Hindley (AUS)              | 3e                 |
| 45                 | Lennard Kämna (GER)            | 8e                 |
| 46                 | Cesare Benedetti (POL)         | 119e               |
| 47                 | Filip Maciejuk (POL)           | 95e                |

| Cofidis COF | Cofidis COF                 | Cofidis COF |
| ----------- | --------------------------- | ----------- |
| Num         | Coureur                     | Pos         |
| 51          | Guillaume Martin (FRA)      | 23e         |
| 52          | Stanisław Aniołkowski (POL) | 122e        |
| 53          | Aimé De Gendt (BEL)         | NP-7        |
| 54          | Rubén Fernández (ESP)       | 86e         |
| 55          | Simon Geschke (GER)         | 60e         |
| 56          | Stefano Oldani (ITA)        | 80e         |
| 57          | Axel Zingle (FRA)           | AB-7        |

| Team Corratec-Vini Fantini COR | Team Corratec-Vini Fantini COR | Team Corratec-Vini Fantini COR |
| ------------------------------ | ------------------------------ | ------------------------------ |
| Num                            | Coureur                        | Pos                            |
| 61                             | Niccolò Bonifazio (ITA)        | 106e                           |
| 62                             | Mark Padun (UKR)               | NP-4                           |
| 63                             | Lorenzo Quartucci (ITA)        | 111e                           |
| 64                             | Kristian Sbaragli (ITA)        | NP-5                           |
| 65                             | Mark Stewart (GBR)             | AB-3                           |
| 66                             | Jan Stöckli (SUI)              | AB-7                           |
| 67                             | Kyrylo Tsarenko (UKR)          | 104e                           |

| Decathlon-AG2R La Mondiale DAT | Decathlon-AG2R La Mondiale DAT | Decathlon-AG2R La Mondiale DAT |
| ------------------------------ | ------------------------------ | ------------------------------ |
| Num                            | Coureur                        | Pos                            |
| 71                             | Ben O'Connor (AUS)             | 5e                             |
| 72                             | Nans Peters (FRA)              | 48e                            |
| 73                             | Nicolas Prodhomme (FRA)        | 34e                            |
| 74                             | Damien Touzé (FRA)             | 51e                            |
| 75                             | Bastien Tronchon (FRA)         | 59e                            |
| 76                             | Andrea Vendrame (ITA)          | 55e                            |
| 77                             | Lawrence Warbasse (USA)        | 49e                            |

| EF Education-EasyPost EFE | EF Education-EasyPost EFE      | EF Education-EasyPost EFE |
| ------------------------- | ------------------------------ | ------------------------- |
| Num                       | Coureur                        | Pos                       |
| 81                        | Richard Carapaz (ECU) (chrono) | AB-7                      |
| 82                        | Alberto Bettiol (ITA)          | 40e                       |
| 83                        | Georg Steinhauser (GER)        | 115e                      |
| 84                        | Ben Healy (IRL) (route)        | 61e                       |
| 85                        | Mikkel Honoré (DEN)            | NP-7                      |
| 86                        | Neilson Powless (USA)          | AB-6                      |
| 87                        | James Shaw (GBR)               | 66e                       |

| Groupama-FDJ GFC | Groupama-FDJ GFC               | Groupama-FDJ GFC |
| ---------------- | ------------------------------ | ---------------- |
| Num              | Coureur                        | Pos              |
| 91               | Fabian Lienhard (SUI)          | 101e             |
| 92               | Cyril Barthe (FRA)             | 64e              |
| 93               | Clément Davy (FRA)             | 97e              |
| 94               | Lorenzo Germani (ITA)          | AB-5             |
| 95               | Romain Grégoire (FRA)          | 13e              |
| 96               | Olivier Le Gac (FRA)           | 74e              |
| 97               | Valentin Madouas (FRA) (route) | 30e              |

| Ineos Grenadiers IGD | Ineos Grenadiers IGD              | Ineos Grenadiers IGD |
| -------------------- | --------------------------------- | -------------------- |
| Num                  | Coureur                           | Pos                  |
| 101                  | Filippo Ganna (ITA) (chrono)      | 88e                  |
| 102                  | Thymen Arensman (NED)             | 6e                   |
| 103                  | Michał Kwiatkowski (POL) (chrono) | 98e                  |
| 104                  | Tom Pidcock (GBR)                 | 9e                   |
| 105                  | Luke Rowe (GBR)                   | 114e                 |
| 106                  | Magnus Sheffield (USA)            | 16e                  |
| 107                  | Connor Swift (GBR)                | 73e                  |

| Intermarché-Wanty IWA | Intermarché-Wanty IWA | Intermarché-Wanty IWA |
| --------------------- | --------------------- | --------------------- |
| Num                   | Coureur               | Pos                   |
| 111                   | Biniam Girmay (ERI)   | NP-7                  |
| 112                   | Rune Herregodts (BEL) | NP-5                  |
| 113                   | Hugo Page (FRA)       | 77e                   |
| 114                   | Laurenz Rex (BEL)     | 92e                   |
| 115                   | Lorenzo Rota (ITA)    | 25e                   |
| 116                   | Dion Smith (NZL)      | NP-7                  |
| 117                   | Mike Teunissen (NED)  | 57e                   |

| Israel-Premier Tech IPT | Israel-Premier Tech IPT  | Israel-Premier Tech IPT |
| ----------------------- | ------------------------ | ----------------------- |
| Num                     | Coureur                  | Pos                     |
| 121                     | Christopher Froome (GBR) | NP-5                    |
| 122                     | Simon Clarke (AUS)       | 68e                     |
| 123                     | Krists Neilands (LAT)    | 21e                     |
| 124                     | Mads Würtz Schmidt (DEN) | NP-4                    |
| 125                     | Corbin Strong (NZL)      | 42e                     |
| 126                     | Tom Van Asbroeck (BEL)   | 56e                     |
| 127                     | Ethan Vernon (GBR)       | 83e                     |

| Lidl-Trek LTK | Lidl-Trek LTK                          | Lidl-Trek LTK |
| ------------- | -------------------------------------- | ------------- |
| Num           | Coureur                                | Pos           |
| 131           | Tao Geoghegan Hart (GBR)               | 29e           |
| 132           | Andrea Bagioli (ITA)                   | 32e           |
| 133           | Simone Consonni (ITA)                  | 102e          |
| 134           | Amanuel Ghebreigzabhier (ERI) (chrono) | 71e           |
| 135           | Jonathan Milan (ITA)                   | 94e           |
| 136           | Toms Skujiņš (LAT)                     | 45e           |
| 137           | Edward Theuns (BEL)                    | AB-7          |

| Movistar Team MOV | Movistar Team MOV         | Movistar Team MOV |
| ----------------- | ------------------------- | ----------------- |
| Num               | Coureur                   | Pos               |
| 141               | Enric Mas (ESP)           | 12e               |
| 142               | Davide Cimolai (ITA)      | 123e              |
| 143               | Davide Formolo (ITA)      | 26e               |
| 144               | Iván García Cortina (ESP) | 58e               |
| 145               | Lorenzo Milesi (ITA)      | 65e               |
| 146               | Nélson Oliveira (POR)     | 39e               |
| 147               | Iván Sosa (COL)           | 20e               |

| Q36.5 Pro Cycling Team Q36 | Q36.5 Pro Cycling Team Q36 | Q36.5 Pro Cycling Team Q36 |
| -------------------------- | -------------------------- | -------------------------- |
| Num                        | Coureur                    | Pos                        |
| 151                        | Filippo Conca (ITA)        | NP-2                       |
| 152                        | David de la Cruz (ESP)     | AB-5                       |
| 153                        | Mark Donovan (GBR)         | AB-6                       |
| 154                        | Damien Howson (AUS)        | NP-6                       |
| 155                        | Tobias Ludvigsson (SWE)    | AB-6                       |
| 156                        | Nicolò Parisini (ITA)      | 89e                        |
| 157                        | Jannik Steimle (GER)       | 113e                       |

| Soudal Quick-Step SOQ | Soudal Quick-Step SOQ         | Soudal Quick-Step SOQ |
| --------------------- | ----------------------------- | --------------------- |
| Num                   | Coureur                       | Pos                   |
| 161                   | Julian Alaphilippe (FRA)      | 62e                   |
| 162                   | Kasper Asgreen (DEN) (chrono) | 52e                   |
| 163                   | Josef Černý (CZE)             | AB-7                  |
| 164                   | Fausto Masnada (ITA)          | AB-6                  |
| 165                   | Tim Merlier (BEL)             | AB-7                  |
| 166                   | Bert Van Lerberghe (BEL)      | AB-7                  |
| 167                   | Jordi Warlop (BEL)            | AB-6                  |

| Team dsm-firmenich PostNL DFP | Team dsm-firmenich PostNL DFP | Team dsm-firmenich PostNL DFP |
| ----------------------------- | ----------------------------- | ----------------------------- |
| Num                           | Coureur                       | Pos                           |
| 171                           | Romain Bardet (FRA)           | NP-6                          |
| 172                           | John Degenkolb (GER)          | 112e                          |
| 173                           | Chris Hamilton (AUS)          | 85e                           |
| 174                           | Max Poole (GBR)               | AB-6                          |
| 175                           | Casper van Uden (NED)         | 100e                          |
| 176                           | Kevin Vermaerke (USA)         | 24e                           |
| 177                           | Bram Welten (NED)             | AB-4                          |

| Team Polti Kometa PTK | Team Polti Kometa PTK   | Team Polti Kometa PTK |
| --------------------- | ----------------------- | --------------------- |
| Num                   | Coureur                 | Pos                   |
| 181                   | Davide Piganzoli (ITA)  | 18e                   |
| 182                   | Davide Bais (ITA)       | 82e                   |
| 183                   | Mattia Bais (ITA)       | 108e                  |
| 184                   | Matteo Fabbro (ITA)     | NP-6                  |
| 185                   | Giovanni Lonardi (ITA)  | 91e                   |
| 186                   | Mirco Maestri (ITA)     | 63e                   |
| 187                   | Jhonatan Restrepo (COL) | AB-7                  |

| Team Visma \| Lease a Bike TVL | Team Visma \| Lease a Bike TVL        | Team Visma \| Lease a Bike TVL |
| ------------------------------ | ------------------------------------- | ------------------------------ |
| Num                            | Coureur                               | Pos                            |
| 191                            | Jonas Vingegaard (DEN)                | 1er                            |
| 192                            | Robert Gesink (NED)                   | NP-3                           |
| 193                            | Steven Kruijswijk (NED)               | 69e                            |
| 194                            | Ben Tulett (GBR)                      | 54e                            |
| 195                            | Cian Uijtdebroeks (BEL)               | 7e                             |
| 196                            | Attila Valter (HUN) (route et chrono) | 47e                            |
| 197                            | Dylan van Baarle (NED) (route)        | 121e                           |

| Tudor Pro Cycling Team TUD | Tudor Pro Cycling Team TUD | Tudor Pro Cycling Team TUD |
| -------------------------- | -------------------------- | -------------------------- |
| Num                        | Coureur                    | Pos                        |
| 201                        | Marco Brenner (GER)        | 72e                        |
| 202                        | Robin Froidevaux (SUI)     | 105e                       |
| 203                        | Alexander Kamp (DEN)       | 118e                       |
| 204                        | Petr Kelemen (CZE)         | AB-5                       |
| 205                        | Alexander Krieger (GER)    | 116e                       |
| 206                        | Marius Mayrhofer (GER)     | AB-6                       |
| 207                        | Florian Stork (GER)        | 44e                        |

| UAE Team Emirates UAD | UAE Team Emirates UAD      | UAE Team Emirates UAD |
| --------------------- | -------------------------- | --------------------- |
| Num                   | Coureur                    | Pos                   |
| 211                   | Juan Ayuso (ESP)           | 2e                    |
| 212                   | Mikkel Bjerg (DEN)         | 15e                   |
| 213                   | Alessandro Covi (ITA)      | 78e                   |
| 214                   | Isaac Del Toro (MEX)       | 4e                    |
| 215                   | Marc Hirschi (SUI) (route) | 79e                   |
| 216                   | Rafał Majka (POL)          | 37e                   |
| 217                   | Michael Vink (NZL)         | 109e                  |

| Uno-X Mobility UXM | Uno-X Mobility UXM               | Uno-X Mobility UXM |
| ------------------ | -------------------------------- | ------------------ |
| Num                | Coureur                          | Pos                |
| 221                | Alexander Kristoff (NOR)         | 99e                |
| 222                | Jonas Abrahamsen (NOR)           | 50e                |
| 223                | Odd Christian Eiking (NOR)       | 35e                |
| 224                | Markus Hoelgaard (NOR)           | 76e                |
| 225                | Andreas Leknessund (NOR)         | 38e                |
| 226                | Magnus Cort Nielsen (DEN)        | AB-6               |
| 227                | Søren Wærenskjold (NOR) (chrono) | 120e               |

| VF Group-Bardiani CSF-Faizanè VBF | VF Group-Bardiani CSF-Faizanè VBF | VF Group-Bardiani CSF-Faizanè VBF |
| --------------------------------- | --------------------------------- | --------------------------------- |
| Num                               | Coureur                           | Pos                               |
| 231                               | Domenico Pozzovivo (ITA)          | 31e                               |
| 232                               | Filippo Fiorelli (ITA)            | NP-6                              |
| 233                               | Filippo Magli (ITA)               | AB-7                              |
| 234                               | Alex Tolio (ITA)                  | 90e                               |
| 235                               | Alessandro Tonelli (ITA)          | 43e                               |
| 236                               | Enrico Zanoncello (ITA)           | 117e                              |
| 237                               | Samuele Zoccarato (ITA)           | 125e                              |

| Bahrain Victorious TBV | Bahrain Victorious TBV | Bahrain Victorious TBV |
| ---------------------- | ---------------------- | ---------------------- |
| Num                    | Coureur                | Pos                    |
| 241                    | Antonio Tiberi (ITA)   | 27e                    |
| 242                    | Yukiya Arashiro (JPN)  | AB-7                   |
| 243                    | Nikias Arndt (GER)     | 84e                    |
| 244                    | Phil Bauhaus (GER)     | AB-7                   |
| 245                    | Damiano Caruso (ITA)   | 41e                    |
| 246                    | Andrea Pasqualon (ITA) | AB-7                   |
| 247                    | Wout Poels (NED)       | 11e                    |

| Team Jayco AlUla JAY | Team Jayco AlUla JAY          | Team Jayco AlUla JAY |
| -------------------- | ----------------------------- | -------------------- |
| Num                  | Coureur                       | Pos                  |
| 1                    | Filippo Zana (ITA)            | 19e                  |
| 2                    | Lawson Craddock (USA)         | 22e                  |
| 3                    | Alessandro De Marchi (ITA)    | 87e                  |
| 4                    | Caleb Ewan (AUS)              | AB-6                 |
| 5                    | Christopher Juul Jensen (DEN) | 70e                  |
| 6                    | Campbell Stewart (NZL)        | NP-6                 |
| 7                    | Max Walscheid (GER)           | NP-7                 |

| Alpecin-Deceuninck ADC | Alpecin-Deceuninck ADC      | Alpecin-Deceuninck ADC |
| ---------------------- | --------------------------- | ---------------------- |
| Num                    | Coureur                     | Pos                    |
| 11                     | Jasper Philipsen (BEL)      | 81e                    |
| 12                     | Nicola Conci (ITA)          | 46e                    |
| 13                     | Michael Gogl (AUT)          | NP-3                   |
| 14                     | Jonas Rickaert (BEL)        | 107e                   |
| 15                     | Oscar Riesebeek (NED)       | 124e                   |
| 16                     | Fabio Van den Bossche (BEL) | 96e                    |
| 17                     | Gianni Vermeersch (BEL)     | 75e                    |

| Arkéa-B&B Hotels ARK | Arkéa-B&B Hotels ARK     | Arkéa-B&B Hotels ARK |
| -------------------- | ------------------------ | -------------------- |
| Num                  | Coureur                  | Pos                  |
| 21                   | Vincenzo Albanese (ITA)  | AB-6                 |
| 22                   | Amaury Capiot (BEL)      | 93e                  |
| 23                   | Anthony Delaplace (FRA)  | NP-5                 |
| 24                   | Simon Guglielmi (FRA)    | AB-4                 |
| 25                   | Cristian Rodríguez (ESP) | 17e                  |
| 26                   | Kévin Vauquelin (FRA)    | 10e                  |
| 27                   | Clément Venturini (FRA)  | 67e                  |

| Astana Qazaqstan Team AST | Astana Qazaqstan Team AST       | Astana Qazaqstan Team AST |
| ------------------------- | ------------------------------- | ------------------------- |
| Num                       | Coureur                         | Pos                       |
| 31                        | Simone Velasco (ITA) (route)    | 28e                       |
| 32                        | Cees Bol (NED)                  | 110e                      |
| 33                        | Mark Cavendish (GBR)            | HD-5                      |
| 34                        | Yevgeniy Fedorov (KAZ) (chrono) | 53e                       |
| 35                        | Lorenzo Fortunato (ITA)         | 14e                       |
| 36                        | Gianmarco Garofoli (ITA)        | 33e                       |
| 37                        | Michael Mørkøv (DEN)            | HD-5                      |

| Bora-Hansgrohe BOH | Bora-Hansgrohe BOH             | Bora-Hansgrohe BOH |
| ------------------ | ------------------------------ | ------------------ |
| Num                | Coureur                        | Pos                |
| 41                 | Daniel Martínez (COL) (chrono) | NP-7               |
| 42                 | Giovanni Aleotti (ITA)         | 36e                |
| 43                 | Patrick Gamper (AUT) (chrono)  | 103e               |
| 44                 | Jai Hindley (AUS)              | 3e                 |
| 45                 | Lennard Kämna (GER)            | 8e                 |
| 46                 | Cesare Benedetti (POL)         | 119e               |
| 47                 | Filip Maciejuk (POL)           | 95e                |

| Cofidis COF | Cofidis COF                 | Cofidis COF |
| ----------- | --------------------------- | ----------- |
| Num         | Coureur                     | Pos         |
| 51          | Guillaume Martin (FRA)      | 23e         |
| 52          | Stanisław Aniołkowski (POL) | 122e        |
| 53          | Aimé De Gendt (BEL)         | NP-7        |
| 54          | Rubén Fernández (ESP)       | 86e         |
| 55          | Simon Geschke (GER)         | 60e         |
| 56          | Stefano Oldani (ITA)        | 80e         |
| 57          | Axel Zingle (FRA)           | AB-7        |

| Team Corratec-Vini Fantini COR | Team Corratec-Vini Fantini COR | Team Corratec-Vini Fantini COR |
| ------------------------------ | ------------------------------ | ------------------------------ |
| Num                            | Coureur                        | Pos                            |
| 61                             | Niccolò Bonifazio (ITA)        | 106e                           |
| 62                             | Mark Padun (UKR)               | NP-4                           |
| 63                             | Lorenzo Quartucci (ITA)        | 111e                           |
| 64                             | Kristian Sbaragli (ITA)        | NP-5                           |
| 65                             | Mark Stewart (GBR)             | AB-3                           |
| 66                             | Jan Stöckli (SUI)              | AB-7                           |
| 67                             | Kyrylo Tsarenko (UKR)          | 104e                           |

| Decathlon-AG2R La Mondiale DAT | Decathlon-AG2R La Mondiale DAT | Decathlon-AG2R La Mondiale DAT |
| ------------------------------ | ------------------------------ | ------------------------------ |
| Num                            | Coureur                        | Pos                            |
| 71                             | Ben O'Connor (AUS)             | 5e                             |
| 72                             | Nans Peters (FRA)              | 48e                            |
| 73                             | Nicolas Prodhomme (FRA)        | 34e                            |
| 74                             | Damien Touzé (FRA)             | 51e                            |
| 75                             | Bastien Tronchon (FRA)         | 59e                            |
| 76                             | Andrea Vendrame (ITA)          | 55e                            |
| 77                             | Lawrence Warbasse (USA)        | 49e                            |

| EF Education-EasyPost EFE | EF Education-EasyPost EFE      | EF Education-EasyPost EFE |
| ------------------------- | ------------------------------ | ------------------------- |
| Num                       | Coureur                        | Pos                       |
| 81                        | Richard Carapaz (ECU) (chrono) | AB-7                      |
| 82                        | Alberto Bettiol (ITA)          | 40e                       |
| 83                        | Georg Steinhauser (GER)        | 115e                      |
| 84                        | Ben Healy (IRL) (route)        | 61e                       |
| 85                        | Mikkel Honoré (DEN)            | NP-7                      |
| 86                        | Neilson Powless (USA)          | AB-6                      |
| 87                        | James Shaw (GBR)               | 66e                       |

| Groupama-FDJ GFC | Groupama-FDJ GFC               | Groupama-FDJ GFC |
| ---------------- | ------------------------------ | ---------------- |
| Num              | Coureur                        | Pos              |
| 91               | Fabian Lienhard (SUI)          | 101e             |
| 92               | Cyril Barthe (FRA)             | 64e              |
| 93               | Clément Davy (FRA)             | 97e              |
| 94               | Lorenzo Germani (ITA)          | AB-5             |
| 95               | Romain Grégoire (FRA)          | 13e              |
| 96               | Olivier Le Gac (FRA)           | 74e              |
| 97               | Valentin Madouas (FRA) (route) | 30e              |

| Ineos Grenadiers IGD | Ineos Grenadiers IGD              | Ineos Grenadiers IGD |
| -------------------- | --------------------------------- | -------------------- |
| Num                  | Coureur                           | Pos                  |
| 101                  | Filippo Ganna (ITA) (chrono)      | 88e                  |
| 102                  | Thymen Arensman (NED)             | 6e                   |
| 103                  | Michał Kwiatkowski (POL) (chrono) | 98e                  |
| 104                  | Tom Pidcock (GBR)                 | 9e                   |
| 105                  | Luke Rowe (GBR)                   | 114e                 |
| 106                  | Magnus Sheffield (USA)            | 16e                  |
| 107                  | Connor Swift (GBR)                | 73e                  |

| Intermarché-Wanty IWA | Intermarché-Wanty IWA | Intermarché-Wanty IWA |
| --------------------- | --------------------- | --------------------- |
| Num                   | Coureur               | Pos                   |
| 111                   | Biniam Girmay (ERI)   | NP-7                  |
| 112                   | Rune Herregodts (BEL) | NP-5                  |
| 113                   | Hugo Page (FRA)       | 77e                   |
| 114                   | Laurenz Rex (BEL)     | 92e                   |
| 115                   | Lorenzo Rota (ITA)    | 25e                   |
| 116                   | Dion Smith (NZL)      | NP-7                  |
| 117                   | Mike Teunissen (NED)  | 57e                   |

| Israel-Premier Tech IPT | Israel-Premier Tech IPT  | Israel-Premier Tech IPT |
| ----------------------- | ------------------------ | ----------------------- |
| Num                     | Coureur                  | Pos                     |
| 121                     | Christopher Froome (GBR) | NP-5                    |
| 122                     | Simon Clarke (AUS)       | 68e                     |
| 123                     | Krists Neilands (LAT)    | 21e                     |
| 124                     | Mads Würtz Schmidt (DEN) | NP-4                    |
| 125                     | Corbin Strong (NZL)      | 42e                     |
| 126                     | Tom Van Asbroeck (BEL)   | 56e                     |
| 127                     | Ethan Vernon (GBR)       | 83e                     |

| Lidl-Trek LTK | Lidl-Trek LTK                          | Lidl-Trek LTK |
| ------------- | -------------------------------------- | ------------- |
| Num           | Coureur                                | Pos           |
| 131           | Tao Geoghegan Hart (GBR)               | 29e           |
| 132           | Andrea Bagioli (ITA)                   | 32e           |
| 133           | Simone Consonni (ITA)                  | 102e          |
| 134           | Amanuel Ghebreigzabhier (ERI) (chrono) | 71e           |
| 135           | Jonathan Milan (ITA)                   | 94e           |
| 136           | Toms Skujiņš (LAT)                     | 45e           |
| 137           | Edward Theuns (BEL)                    | AB-7          |

| Movistar Team MOV | Movistar Team MOV         | Movistar Team MOV |
| ----------------- | ------------------------- | ----------------- |
| Num               | Coureur                   | Pos               |
| 141               | Enric Mas (ESP)           | 12e               |
| 142               | Davide Cimolai (ITA)      | 123e              |
| 143               | Davide Formolo (ITA)      | 26e               |
| 144               | Iván García Cortina (ESP) | 58e               |
| 145               | Lorenzo Milesi (ITA)      | 65e               |
| 146               | Nélson Oliveira (POR)     | 39e               |
| 147               | Iván Sosa (COL)           | 20e               |

| Q36.5 Pro Cycling Team Q36 | Q36.5 Pro Cycling Team Q36 | Q36.5 Pro Cycling Team Q36 |
| -------------------------- | -------------------------- | -------------------------- |
| Num                        | Coureur                    | Pos                        |
| 151                        | Filippo Conca (ITA)        | NP-2                       |
| 152                        | David de la Cruz (ESP)     | AB-5                       |
| 153                        | Mark Donovan (GBR)         | AB-6                       |
| 154                        | Damien Howson (AUS)        | NP-6                       |
| 155                        | Tobias Ludvigsson (SWE)    | AB-6                       |
| 156                        | Nicolò Parisini (ITA)      | 89e                        |
| 157                        | Jannik Steimle (GER)       | 113e                       |

| Soudal Quick-Step SOQ | Soudal Quick-Step SOQ         | Soudal Quick-Step SOQ |
| --------------------- | ----------------------------- | --------------------- |
| Num                   | Coureur                       | Pos                   |
| 161                   | Julian Alaphilippe (FRA)      | 62e                   |
| 162                   | Kasper Asgreen (DEN) (chrono) | 52e                   |
| 163                   | Josef Černý (CZE)             | AB-7                  |
| 164                   | Fausto Masnada (ITA)          | AB-6                  |
| 165                   | Tim Merlier (BEL)             | AB-7                  |
| 166                   | Bert Van Lerberghe (BEL)      | AB-7                  |
| 167                   | Jordi Warlop (BEL)            | AB-6                  |

| Team dsm-firmenich PostNL DFP | Team dsm-firmenich PostNL DFP | Team dsm-firmenich PostNL DFP |
| ----------------------------- | ----------------------------- | ----------------------------- |
| Num                           | Coureur                       | Pos                           |
| 171                           | Romain Bardet (FRA)           | NP-6                          |
| 172                           | John Degenkolb (GER)          | 112e                          |
| 173                           | Chris Hamilton (AUS)          | 85e                           |
| 174                           | Max Poole (GBR)               | AB-6                          |
| 175                           | Casper van Uden (NED)         | 100e                          |
| 176                           | Kevin Vermaerke (USA)         | 24e                           |
| 177                           | Bram Welten (NED)             | AB-4                          |

| Team Polti Kometa PTK | Team Polti Kometa PTK   | Team Polti Kometa PTK |
| --------------------- | ----------------------- | --------------------- |
| Num                   | Coureur                 | Pos                   |
| 181                   | Davide Piganzoli (ITA)  | 18e                   |
| 182                   | Davide Bais (ITA)       | 82e                   |
| 183                   | Mattia Bais (ITA)       | 108e                  |
| 184                   | Matteo Fabbro (ITA)     | NP-6                  |
| 185                   | Giovanni Lonardi (ITA)  | 91e                   |
| 186                   | Mirco Maestri (ITA)     | 63e                   |
| 187                   | Jhonatan Restrepo (COL) | AB-7                  |

| Team Visma \| Lease a Bike TVL | Team Visma \| Lease a Bike TVL        | Team Visma \| Lease a Bike TVL |
| ------------------------------ | ------------------------------------- | ------------------------------ |
| Num                            | Coureur                               | Pos                            |
| 191                            | Jonas Vingegaard (DEN)                | 1er                            |
| 192                            | Robert Gesink (NED)                   | NP-3                           |
| 193                            | Steven Kruijswijk (NED)               | 69e                            |
| 194                            | Ben Tulett (GBR)                      | 54e                            |
| 195                            | Cian Uijtdebroeks (BEL)               | 7e                             |
| 196                            | Attila Valter (HUN) (route et chrono) | 47e                            |
| 197                            | Dylan van Baarle (NED) (route)        | 121e                           |

| Tudor Pro Cycling Team TUD | Tudor Pro Cycling Team TUD | Tudor Pro Cycling Team TUD |
| -------------------------- | -------------------------- | -------------------------- |
| Num                        | Coureur                    | Pos                        |
| 201                        | Marco Brenner (GER)        | 72e                        |
| 202                        | Robin Froidevaux (SUI)     | 105e                       |
| 203                        | Alexander Kamp (DEN)       | 118e                       |
| 204                        | Petr Kelemen (CZE)         | AB-5                       |
| 205                        | Alexander Krieger (GER)    | 116e                       |
| 206                        | Marius Mayrhofer (GER)     | AB-6                       |
| 207                        | Florian Stork (GER)        | 44e                        |

| UAE Team Emirates UAD | UAE Team Emirates UAD      | UAE Team Emirates UAD |
| --------------------- | -------------------------- | --------------------- |
| Num                   | Coureur                    | Pos                   |
| 211                   | Juan Ayuso (ESP)           | 2e                    |
| 212                   | Mikkel Bjerg (DEN)         | 15e                   |
| 213                   | Alessandro Covi (ITA)      | 78e                   |
| 214                   | Isaac Del Toro (MEX)       | 4e                    |
| 215                   | Marc Hirschi (SUI) (route) | 79e                   |
| 216                   | Rafał Majka (POL)          | 37e                   |
| 217                   | Michael Vink (NZL)         | 109e                  |

| Uno-X Mobility UXM | Uno-X Mobility UXM               | Uno-X Mobility UXM |
| ------------------ | -------------------------------- | ------------------ |
| Num                | Coureur                          | Pos                |
| 221                | Alexander Kristoff (NOR)         | 99e                |
| 222                | Jonas Abrahamsen (NOR)           | 50e                |
| 223                | Odd Christian Eiking (NOR)       | 35e                |
| 224                | Markus Hoelgaard (NOR)           | 76e                |
| 225                | Andreas Leknessund (NOR)         | 38e                |
| 226                | Magnus Cort Nielsen (DEN)        | AB-6               |
| 227                | Søren Wærenskjold (NOR) (chrono) | 120e               |

| VF Group-Bardiani CSF-Faizanè VBF | VF Group-Bardiani CSF-Faizanè VBF | VF Group-Bardiani CSF-Faizanè VBF |
| --------------------------------- | --------------------------------- | --------------------------------- |
| Num                               | Coureur                           | Pos                               |
| 231                               | Domenico Pozzovivo (ITA)          | 31e                               |
| 232                               | Filippo Fiorelli (ITA)            | NP-6                              |
| 233                               | Filippo Magli (ITA)               | AB-7                              |
| 234                               | Alex Tolio (ITA)                  | 90e                               |
| 235                               | Alessandro Tonelli (ITA)          | 43e                               |
| 236                               | Enrico Zanoncello (ITA)           | 117e                              |
| 237                               | Samuele Zoccarato (ITA)           | 125e                              |

| Bahrain Victorious TBV | Bahrain Victorious TBV | Bahrain Victorious TBV |
| ---------------------- | ---------------------- | ---------------------- |
| Num                    | Coureur                | Pos                    |
| 241                    | Antonio Tiberi (ITA)   | 27e                    |
| 242                    | Yukiya Arashiro (JPN)  | AB-7                   |
| 243                    | Nikias Arndt (GER)     | 84e                    |
| 244                    | Phil Bauhaus (GER)     | AB-7                   |
| 245                    | Damiano Caruso (ITA)   | 41e                    |
| 246                    | Andrea Pasqualon (ITA) | AB-7                   |
| 247                    | Wout Poels (NED)       | 11e                    |